# Covedale
Covedale és una concentració de població designada pel cens dels Estats Units a l'estat d'Ohio. Segons el cens del 2000, Covedale tenia 6.360 habitants. La densitat de població era de 878,1 habitants/km². Cap de les famílies estaven per davall del llindar de pobresa.

## Poblacions properes
El següent diagrama mostra les poblacions més properes.